# レックス・ブラウン
レックス・ブラウン（Rex Brown、1964年7月27日 - ）は、アメリカ合衆国のテキサス州グラハム出身のベーシスト、ヘヴィメタル・ミュージシャンである。

## 概要
元パンテラ、元レベル・ミーツ・レベル、元DOWNのベーシスト。
その他の活動では、カヴァレラ・コンスピラシーやジェリー・カントレル等の他アーティストの作品やライヴにゲスト参加している。
現在は元ブラック・サバスのヴィニー・アピスと立ち上げたバンド、Kill Devil Hillで活動している。
2023年には、スコット・トラヴィス（ドラムス、ジューダス・プリースト）、リッチー・フォークナー（ギター、ジューダス・プリースト）、ロニー・ロメロ（ボーカル、マイケル・シェンカー・グループ / レインボー）と「エレガント・ウェポンズ (Elegant Weapons)」を結成し、アルバム『Horns for a Halo』を発表した。

## 演奏スタイル
元々はジャズ・ベーシストであり、ロックやヘヴィメタルのみならず、ジャズからの影響を受けたアプローチが演奏に強く現れている。パンテラでは、「Walk」のような重圧感の強い曲や「Fucking Hostile」等のスピーディーな曲を正確に力強くピック奏法で演奏するスタイルは、ヘヴィメタルに限らず多くのロック、パンク・ベーシストにも多大な影響を与えている。

## 機材
機材は、主にスペクター社製のシグネチャーモデルの「REX Bass」、同社製のイアン・ヒル（ジューダス・プリーストのベーシスト）のシグネチャーモデル。ギブソン・サンダーバードベースを使用している。
アンプは主にAmpeg社製のヘッドアンプをキャビネットに接続して使用している。